# Nomi Tales
Nomi Tales, tidigare under artistnamnet Nomi, folkbokförd Nomi Vanessa Nicolina Bontegard, född 28 december 1996 i Norra Vings församling i Skaraborgs län, är en svensk sångare och låtskrivare.

## Biografi
Nomi Tales föddes 1996 i Axvall i Skara kommun och som vuxen bosatte hon sig i Uttran i Botkyrka kommun. Hon deltog i Melodifestivalen 2025 med låten Funniest Thing. Hennes teman och texter anknyter mycket till naturen. Andra uppmärksammade låtar är Fire och Now I Know under artistnamnet Nomi. Song of the Forest (2024) var den första singeln under det senare artistnamnet Nomi Tales.
Förutom soloarbetet har hon samarbetat med Hot Shade och Charlie Who?. Nomi Tales är även utbildad datorspelsgrafiker och har animerat hästar i onlinespelet Star Stable Online.

## Diskografi

### Singlar
- 2021 – "Fire". Skriven tillsammans med Albin Larsson. (Star Stable Entertainment), tillsammans med Star Stable.
- 2021 – "Fire" (unplugged). (Star Stable Entertainment), tillsammans med Star Stable.
- 2021 – "Now I Know". Skriven tillsammans med Jacob Lundahl. (Star Stable Entertainment), tillsammans med Star Stable.
- 2021 – "Now I Know" (Dark Rehab remix) (Star Stable Entertainment), tillsammans med Dark Rehab.
- 2021 – "Neon Dragon". Skriven tillsammans med Albin Johansson. (Star Stable Entertainment), tillsammans med Star Stable.
- 2021 – "Moon" (Star Stable Music).
- 2022 – "Pandoria" Skriven tillsammans med Albin Johansson. (Star Stable Music).
- 2022 – "Hollow Woods" (Star Stable Music).
- 2022 – "Ride with US" (Star Stable Music).
- 2024 – "Wildsong" (Star Stable Music), tillsammans med Star Stable.
- 2024 – "Song of the Forest". Skriven tillsammans med Herman Gardarfve och Linnea Gawell. (Freebird Entertainment AB).
- 2025 – "Funniest Thing" (Adam Breitholtz, Herman Gardarfve, Jacob Lundahl, Nomi Bontegard, Simon Weidersjö)